# Kancler Avstrije
Kancler Avstrije ali zvezni kancler Republike Avstrije (nemško: Bundeskanzler der Republik Österreich) je vodja vlade Republike Avstrije. Gre za položaj, primerljiv s predsednikom vlade v drugih državah s parlamentarno ureditvijo. 

## Seznam kanclerjev
Socialni demokrati       Ljudska stranka
| #                                                                                       | Slika                                     | Kancler                        | Vladne stranke         |
| --------------------------------------------------------------------------------------- | ----------------------------------------- | ------------------------------ | ---------------------- |
| (1)                                                                                     |                                           | Karl Renner (1870–1950)        | • SDAPÖ • CS • GDVP    |
|                                                                                         | Photograph of Mayr (before 1922)          | Michael Mayr1864–1922          | • CS • SDAPÖ           |
|                                                                                         | Portrait of Schober (circa 1922)          | Johannes Schober 1874–1932     | • CS • GDVP • Experts  |
|                                                                                         | Portrait of Walter Breisky (1927)         | Walter Breisky1871–1944        | • CS • GDVP            |
|                                                                                         | Portrait of Schober (circa 1922)          | Johannes Schober 1874–1932     | • CS • GDVP • Experts  |
|                                                                                         | Portrait of Seipel                        | Ignaz Seipel1876–1932          | • CS • GDVP • Experts  |
|                                                                                         | Illustration of Ramek (1924)              | Rudolf Ramek 1881–1941         | • CS • GDVP            |
|                                                                                         | Portrait of Seipel                        | Ignaz Seipel 1876–1932         | • CS • GDVP • Landbund |
|                                                                                         | Portrait of Streeruwitz (1929)            | Ernst Streeruwitz1874–1952     | • CS • Landbund        |
|                                                                                         | Oil painting of Schober (1931)            | Johannes Schober 1874–1932     | • CS                   |
|                                                                                         | Photograph of Vaugoin (circa 1932-03)     | Carl Vaugoin1873–1949          | • CS                   |
|                                                                                         | Photograph of Ender (1929)                | Otto Ender 1875–1960           | • CS                   |
|                                                                                         | Portrait of Buresch (1932)                | Karl Buresch 1878–1936         | • CS • Landbund        |
|                                                                                         | Dollfuss pictured as Kaiserschütze (1933) | Engelbert Dollfuss 1892–1934   |                        |
|                                                                                         | Photograph of Schuschnigg (1936)          | Kurt Schuschnigg 1897–1977     | • VF                   |
|                                                                                         | Photograph of Seyss-Inquart               | Arthur Seyss-Inquart 1892–1946 | • NSDAP                |
| Avstrija je bila priključena Nacistični Nemčiji med 12. marcem 1938 in 13. aprilom 1945 |                                           |                                |                        |

### Po letu 1945
| #   | Slika                          | Kancler                              | Vladne stranke                                                                 |
| --- | ------------------------------ | ------------------------------------ | ------------------------------------------------------------------------------ |
|     | Portrait of Karl Renner (1905) | Karl Renner(1870–1950)               | • SPÖ • ÖVP • KPÖ                                                              |
| 13  |                                | Leopold Figl (1902–1965)             | • CS • SDAPÖ                                                                   |
| 14  |                                | Julius Raab (1891–1964)              | • ÖVP • SPÖ                                                                    |
| 15  |                                | Alfons Gorbach (1898–1972)           | • ÖVP • SPÖ                                                                    |
| 16  |                                | Josef Klaus (1910–2001)              | • ÖVP • SPÖ                                                                    |
| 16  | • ÖVP                          | Josef Klaus (1910–2001)              |                                                                                |
| 17  |                                | Bruno Kreisky (1911–1990)            | • SPÖ                                                                          |
| 18  |                                | Fred Sinowatz (1929–2008)            | • SPÖ • FPÖ                                                                    |
| 19  |                                | Franz Vranitzky (1937–)              | • SPÖ • FPÖ                                                                    |
| 19  | • SPÖ • ÖVP                    | Franz Vranitzky (1937–)              |                                                                                |
| 20  |                                | Viktor Klima (1947–)                 | • SPÖ • ÖVP                                                                    |
| 21  |                                | Wolfgang Schüssel (1945–)            | • ÖVP • FPÖ • ÖVP • BZÖ                                                        |
| 22  |                                | Alfred Gusenbauer (1960–)            | • SPÖ • ÖVP                                                                    |
| 23  |                                | Werner Faymann (1960–)               | • SPÖ • ÖVP                                                                    |
| ?   |                                | Reinhold Mitterlehner (1955–)        | • SPÖ • ÖVP                                                                    |
| 24  |                                | Christian Kern (1965–)               | • SPÖ • ÖVP                                                                    |
| 25  |                                | Sebastian Kurz (1986–)               | • ÖVP • FPÖ 18. december 2017 – 22. maj 2019 • ÖVP 22. maj 2019 – 28. maj 2019 |
| (-) | senza_cornice                  | Hartwig Löger (1965–)                | • ÖVP                                                                          |
| 26  | senza_cornice                  | Brigitte Bierlein                    | neodvisna (tehnična vlada)                                                     |
| 25. |                                | Sebastian Kurz (1986–)               | • ÖVP • Zeleni                                                                 |
| 27. |                                | v. d. Alexander Schallenberg (1969–) | • ÖVP • Zeleni                                                                 |
| 28. |                                | Karl Nehammer (1972–)                | • ÖVP • Zeleni                                                                 |
| (-) |                                | v. d. Alexander Schallenberg (1969–) | • ÖVP • Zeleni                                                                 |
| 29. |                                | Christian Stocker (1960–)            | • ÖVP • SPÖ • NEOS                                                             |